# Квиток на Vegas
Квиток на Vegas (рос. Билет на Vegas) — російсько-американська кінокомедія режисера Гора Кіракосяна, що вийшла в прокат 24 січня 2013 року.

## Сюжет
Молода пара Макс (Іван Стебунов) та Ліза (Інгрід Олерінська) тільки що закінчили інститут і збираються жити разом. Але в перший же вечір вони сваряться. Більше їх ніщо не пов'язує, крім спільно купленого лотерейного квитка. Поки молоді люди скаржаться друзям — Дімі (Володимир Яглич) та Олесі (Наталія Ноздріна) — один на одного, по телевізору оголошують виграшний квиток. Номер збігається. Макс і Ліза повинні отримати свій приз в $ 5 000 000 на урочистій церемонії в Лас-Вегасі.
Вирішивши їхати разом, всі четверо вирушають на інший кінець світу за багатством. Але вони ще не знають, що за Дімою полюють бандити. Він повинен велику суму серйозним людям за машину, яку розбив трози раніше. У «Місті Гріхів» його вже чекає шахрай-емігрант Гарик (Михайло Галустян), фанатіючий від короля рок-н-ролла  Елвіса Преслі. Гарік сподівається схопити свою удачу за хвіст у Лас-Вегасі — до грін-карти залишилося кілька днів. Піймавши Діму, він дізнається, навіщо сюди приїхали його друзі. Гарік швидко розуміє, яка удача його чекає, і відкриває полювання на лотерейний квиток. Приспавши четвірку, він заволодіває щасливим квитком, а сплячих хлопців пускає під укіс зі скелі на викраденому кадилаку 62 серії.
Прокинувшись, Макс, Ліза, Діма і Олеся виявляють себе в незнайомій машині на краю скелі. Як вони тут опинилися, що це за машина, а головне, — де лотерейний квиток? Діма зізнається, що видав таємницю якомусь «Елвісу». Головні герої вирушають на пошуки Гаріка, не підозрюючи, що квиток у нього вже відібрали продажні копи, а автомобіль належить мексиканському  наркокартелю під проводом містера Чіча (Денні Трехо). До вручення призу залишається менше доби.

## В ролях
- Іван Стебунов — Макс, головний герой
- Інгрід Олерінська — Ліза, дівчина Макса
- Володимир Яглич — Діма, друг Макса
- Наталія Ноздріна — Олеся, подруга Лізи
- Михайло Галустян — Гарік, шахрай-емігрант
- Олег Тактаров — дядя Боря, український мафіозі з Лас-Вегаса
- Віталій Хаєв — Яша Підземельний, московський бандит
- Денні Трехо — містер Чіч, голова мексиканського наркокартелю
- Кім Вітлі — Монік, американська домогосподарка
- Годфрі Данчіма — детектив Джонс, продажний поліцейський
- Гільєрмо Діас — детектив Гарсіа, продажний поліцейський
- Ірина Бякова — Марія Іванівна, представник лотереї «Гранд»
- Роберт Бір — продавець на автозаправці
- Крістофер Робін Міллер — Декстер, розчленитель людей
- Борзін Найт — дорожній поліцейський
- Тревіс Меріндіно — кулеметник на ранчо
- Андрій Гаврилов — закадрова озвучення англійської мови

## Технічна інформація
Знімали в готелі «Тропікана» в Лас-Вегасі і в різних точках самого міста, а також в Солт-Лейк-Сіті, штат Юта та Москві. Практично не було павільйонної зйомки.